# Naučná a interaktivní stezka ve Sloupu v Čechách

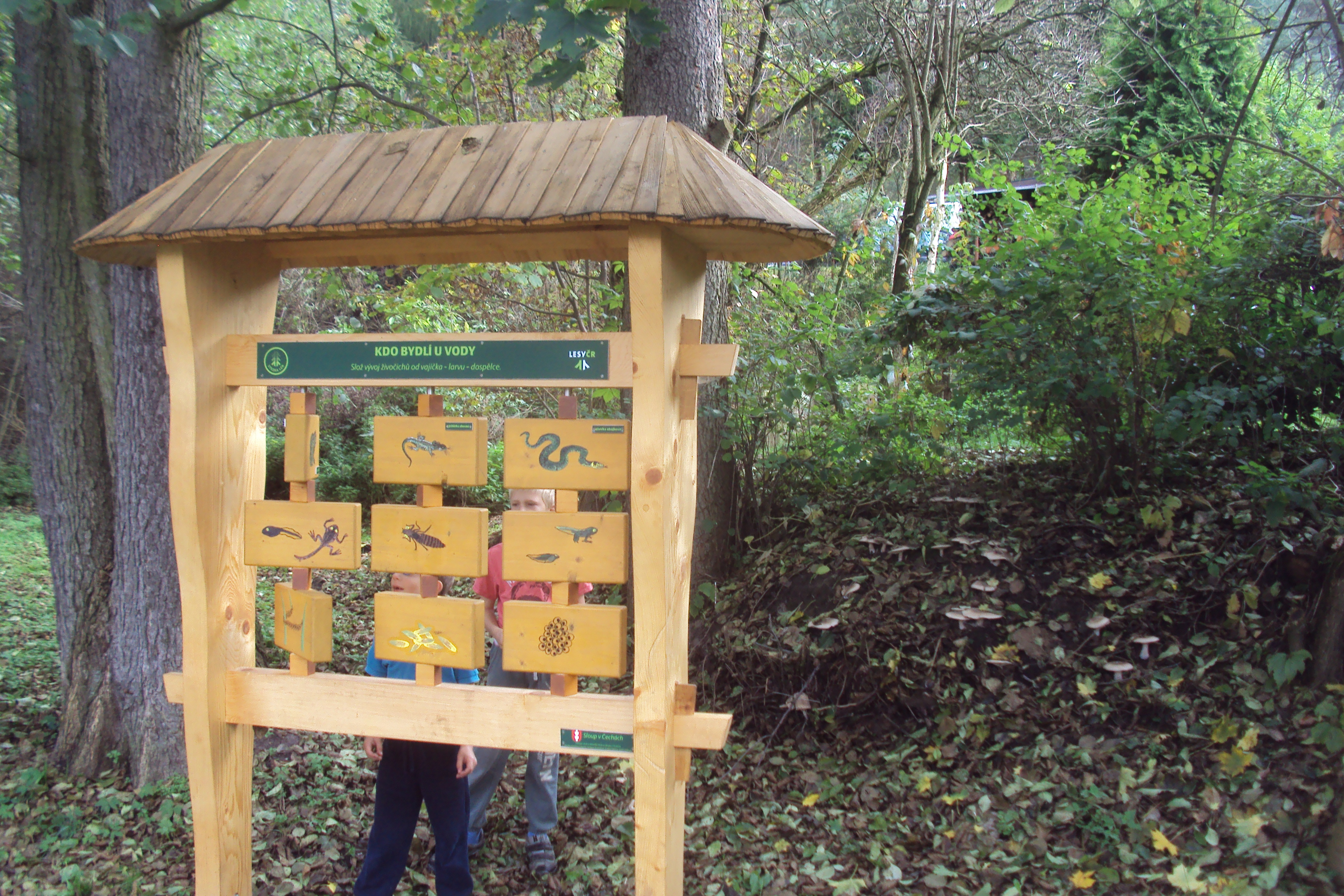
Zastavení Kdo bydlí u vody

Naučná a interaktivní stezka ve Sloupu v Čechách je okruh v jižní, převážně zalesněné části obce Sloup v Čechách na Českolipsku dlouhý 2 km s pěti zastaveními. Vybudovaly jej Lesy České republiky společně se školou ve Sloupu v Čechách v roce 2014. V seznamu tras KČT má číslo 8020.

## Základní údaje
Vytvoření Naučné stezky zajistil státní podnik Lesy České republiky, Lesní správa Česká Lípa. Dřevěné stojany i s otočnými hranoly vyrobil místní truhlář Ondřej Volman a obrázky jsou od učitelky Zuzany Pištové ze Základní školy a Mateřské školy ve Sloupu v Čechách. Slavnostní otevření se konalo 24. června 2014. Panely jsou doplněné logem Lesů České republiky, které do vytvoření stezky investovaly 2 milionů korun.

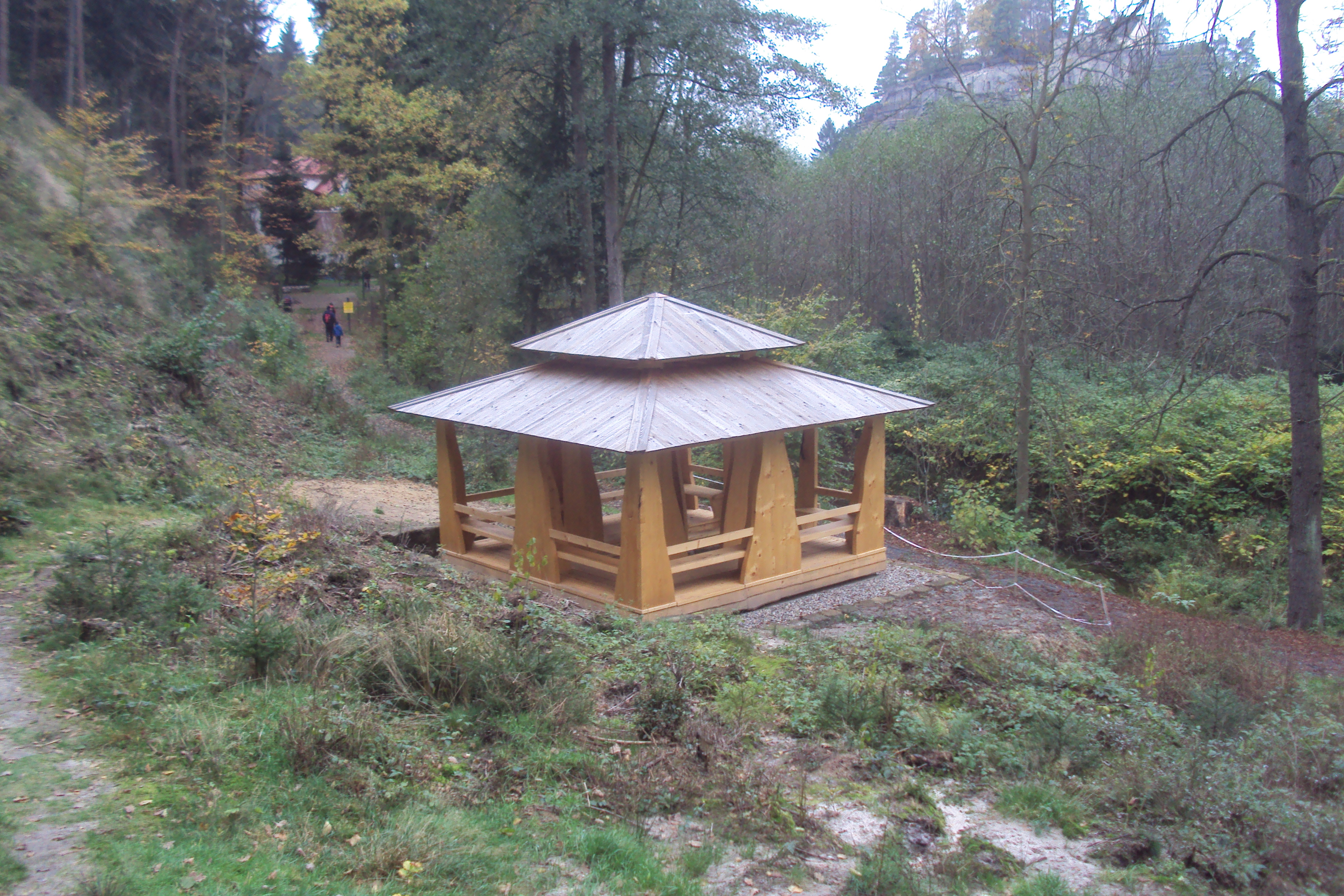
Vodní altán je součást stezky

## Zastavení na okruhu
Stezka doplňuje již dříve vytvořenou trojici lesních vyhlídkových okruhů, vyznačené pásovým značením Klubu českých turistů. Na trase v blízkosti rozhledny, lesního divadla a sloupského skalního hradu je pět dřevěných stojanů plus dřevěný altán Vodní chrám nad lesní studánkou. Zastavení procházející děti seznamuje s životem v lese. Zastavení nejsou očíslována, trasa není vyznačena šipkami či ukazateli. Větší část je na zeleně značeném vyhlídkovém okruhu.
Panely jsou popsány takto:
- Zastavení  - Co kolem nás kvete
- Zastavení  - Listnaté stromy v našich lesích
- Zastavení  - Kdo bydlí u vody
- Zastavení  - Pexeso s lesními zvířátky
- Zastavení  - Jehličnaté stromy v našich lesích

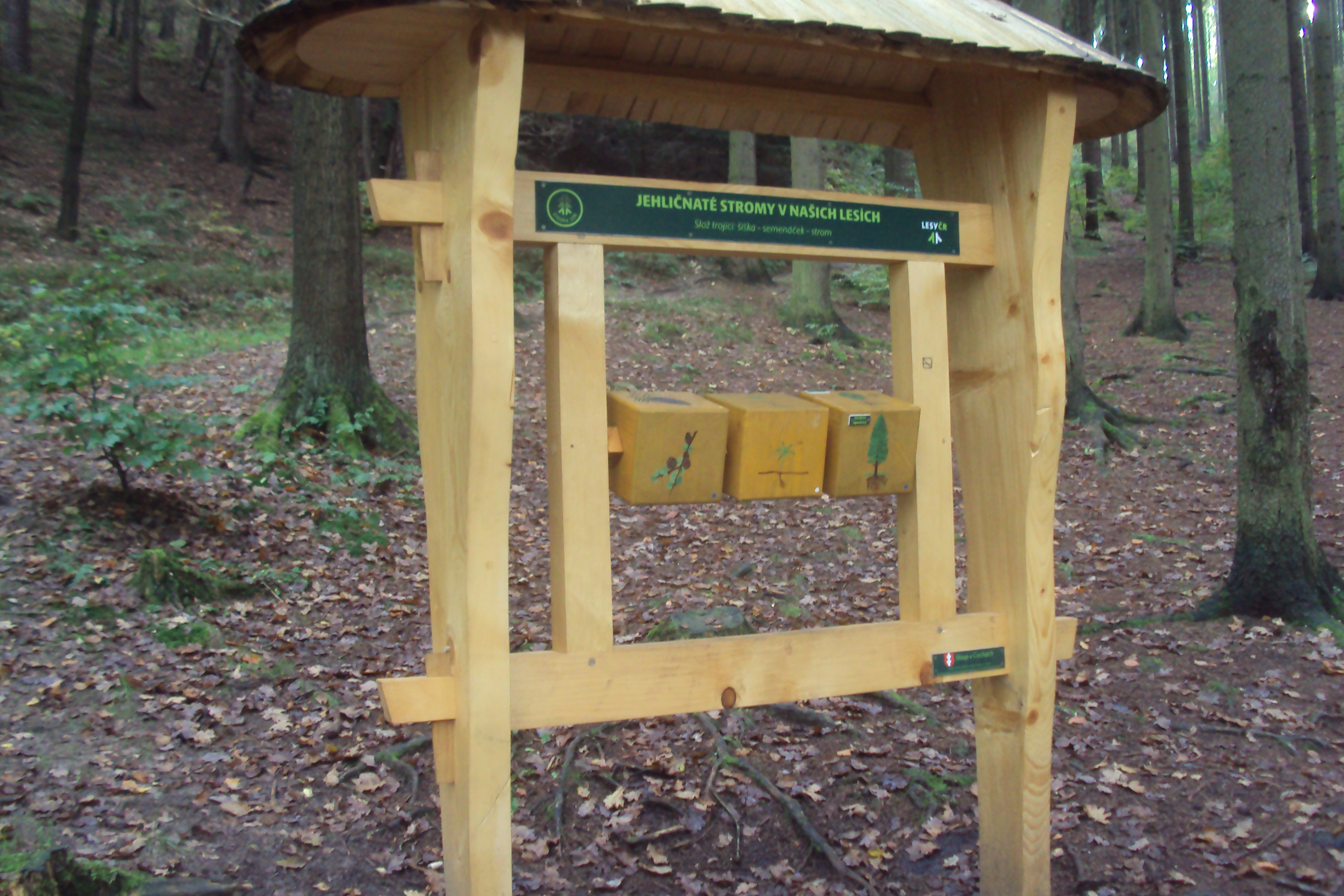
Zastavení Jehličnaté stromy v našich lesích